# إيزوبروبيل ميرستات
إيزوبروبيل ميرستات (بالإنجليزية: Isopropyl myristate)‏ واختصارًا IPM، هو إستر الإيزوبروبانول وحمض الميريستيك.

## الاستخدام الصيدلاني
مُحلّ، عامل استحلابي، مُحلّ زيتي، نَافذ عبر الجلد.
يُعتبر إيزوبروبيل ميرستات عاملاً استحلابياً غير زيتي سريع النفوذ عبر الجلد و يُستخدم كملدّن للأسس نصف الصلبة و كمُحل للعديد من المواد المعدة للتطبيق الموضعي و تتضمن تطبيقاته الصيدلانية الموضعية و التجميلية كل من الأنواع التالية :
( زيوت الحمام، الماكياجات Make up، منتجات العناية بالشعر و الأظافر، الكريمات و الغسولات، طلاء الشفاه، مستحضرات الحلاقة، مستحضرات البرونزاج [السفع : تسمير البشرة لدى تعرضها للأشعة الشمسية ] زيوت جلدية مزيلات التعرق المعلقات و الكريمات المهبلية )

## التأثير على صحة الجسم
يُستخدم بشكل واسع في المستحضرات التجميلية و الأشكال الصيدلانية الموضعية التطبيق و يُشار إلى أنه مادة غير مخرشة و غير سامة.
			LD50 (mouse,oral) = 49.7 g/kg
			LD50 (mouse,SC) = 50.2 g/kg
			LD50 (rabbit,skin) = 50 g/kg

## سلامة الاستعمال
تختلف الاحتياطات المتبعة أثناء التعامل مع المادة باختلاف التراكيز و الظروف المحيطة.

## التنافرات
عند تماس الإيزوبروبيل ميرستات مع المطاط يحصل تغير مفاجئ في اللزوجة و انتفاخ مصاحب لذلك و كذلك انحلال جزئي للمطاط.
تماسه مع المواد البلاستيكية، مثل : النايلون، والبولي إثيلين، يؤدي إلى انتفاخ.
يتـنافر الإيزوبروبيل ميرستات مع البارافين الصلب منتجاً مزيجاً حبيبياً و يتنافر أيضاً مع العناصر المؤكسدة القوية.